# Неграр
Негра̀р (на италиански и на венециански: Negrar) е град и община в Северна Италия, провинция Верона, регион Венето. Разположен е на 190 m надморска височина. Населението на общината е 17 109 души (към 2016 г.).